# La vita nuova (romanzo)
La vita nuova è il quinto romanzo di Giampaolo Spinato, pubblicato nel 2008 da Baldini Castoldi Dalai.

## Trama
Gaia ha imparato dallo zio Gianpi, scrittore morto improvvisamente in circostanze misteriose, a riconoscere gli "animali" sulle spalle della gente. Nei tre giorni che intercorrono dalla scomparsa alla sepoltura, mentre sta per diventare donna, riceverà da lui una mail commovente e insieme inquietante che la accompagnerà nella dolorosa esperienza del lutto aiutandola a superarlo. Sconvolta dalla scoperta, scappa di casa, per rifugiarsi nell'abitazione dello zio. Qui troverà il suo ultimo libro, a lei destinato. Con l'aiuto del Felicetto, gigante imprevedibile e saggio che piange con lei l'amico più caro, scoprirà i passaggi che conducono nel “Grande Cerchio dell’Amore” dove visibile e invisibile tornano miracolosamente a saldarsi e tutti gli affetti - fra questi, i suoi genitori, il fratello, la nonna gravemente ammalata che sprigiona un fortissimo attaccamento alla vita, insieme alla moltitudine di persone reali che lo zio "ha messo in letteratura" e che Gaia vedrà sfilare al suo funerale - le appariranno in una luce diversa tanto da indurre la nipote da adulta a prendere il testimone dello zio e pubblicare La gaia meraviglia.

## Edizioni
- Giampaolo Spinato, La vita nuova, collana Romanzi e racconti, Baldini Castoldi Dalai, 2008,  p. 379, ISBN 9788860733924.